# 블랑카 파디야
블랑카 파디야(Blanca Padilla, 1995년 1월 10일 ~ )는 스페인의 모델이다.